# Чэнъу
Чэнъу́ (кит. упр. 成武, пиньинь Chéngwǔ) — уезд городского округа Хэцзэ провинции Шаньдун (КНР).

## История
В древности в этих местах находилась столица царства Гао (郜国). После того, как царство Цинь впервые в истории объединило Китай в единое государство, был образован уезд Чэнъу.
В августе 1949 года была создана провинция Пинъюань, в составе которой был образован Специальный район Хуси (湖西专区); уезд оказался в состав специального района Хуси. В ноябре 1952 года провинция Пинъюань была расформирована, и Специальный район Хуси был передан в состав провинции Шаньдун. В марте 1953 года Специальный район Хуси был расформирован, и уезд перешёл в состав Специального района Хэцзэ. В октябре 1958 года уезды Чэнъу и Динтао были объединены в один уезд. В ноябре 1958 года Специальный район Хэцзэ был присоединён к Специальному району Цзинин (济宁专区), но в июне 1959 года был восстановлен в прежнем составе. В начале 1962 году уезды Чэнъу и Динтао были вновь разделены. В марте 1967 года Специальный район Хэцзэ был переименован в Округ Хэцзэ (菏泽地区).
Постановлением Госсовета КНР от 23 июня 2000 года были расформированы Округ Хэцзэ и город Хэцзэ, а вместо них с 8 января 2001 года был образован Городской округ Хэцзэ.

## Административное деление
Уезд делится на 2 уличных комитета и 11 посёлков.